# Richard Wurmbrand
Richard Wurmbrand (n. 24 martie 1909, București – d. 17 februarie 2001, Torrance, statul California) a fost un predicator creștin luteran.
Născut la București, într-o familie de evrei, Wurmbrand a fost atras de comunism în perioada copilăriei, a urmat cursurile unei școli politice la Moscova, între 1927 și 1929, apoi a abandonat orientarea comunistă, s-a convertit la creștinism, pentru ca mai târziu să petreacă peste 14 ani în închisorile comuniste pentru activitățile sale creștine care au atras adversitatea autorităților vremii. Atât în închisoare, cât și după eliberare, Wurmbrand a ținut predici, luptând, totodată, pentru drepturile creștinilor persecutați din întreaga lume. A publicat și sub pseudonimul Nicolai Ionescu.

## Biografie

### Viață timpurie, atracția spre comunism
Richard Wurmbrand a fost mezinul familiei. Din cauza dificultăților financiare, familia Wurmbrand se mută la Istanbul, unde tatăl lui Richard deschide un cabinet de stomatologie. Rămâne, însă, orfan de tată la vârsta de nouă ani, iar, la cincisprezece ani, familia lui se repatriază.
Adolescentul Wurmbrand este atras de mișcarea comunistă și de promisiunile ei. După ce a urmat studiile politice la Moscova, la întoarcerea clandestină în țară, Wurmbrand este urmărit de serviciile secrete, arestat, condamnat și închis la Doftana. Mai târziu, a primit, sub o altă identitate din partea PCR, și misiunea de a organiza filiala județeană Deva.

### Renunțarea la comunism
Renunță la doctrina comunistă, întrucât vede în ea o sursă de iluzii pentru clasele oprimate. Se căsătorește în 1936 cu Sabina Oster, revenită în țară după studii de chimie la Universitatea Sorbona. Nu după mult timp, se convertește la credința creștină, citind Biblia pe care o primise de la un tâmplar la care locuise în zona Brașovului, în perioada de convalescență după tuberculoza contractată la Doftana, urmând ca, mai apoi, să devină pastor luteran.
Wurmbrand se alătură Misiunii Anglicane pentru Evrei. În scurtă vreme, zeci de evrei din România îmbrățișează credința creștină sub influența lui. În plin război mondial, în 1941, misiunea trebuie să se retragă din România, activitatea ei urmând să fie continuată de misiunea Bisericii Luterane Norvegiene. Împreună cu Sabina, este urmărit de autorități datorită originii evreiești. Rudele Sabinei sunt deportate în Transnistria, de unde nu s-au mai întors niciodată. În acest timp, Richard și Sabina Wurmbrand ajută mulți evrei să supraviețuiască în acele vremuri de grea restriște.

### Conflictul conceptual cu comuniștii, închisoare politică
După terminarea războiului, în 1945, Wurmbrand intră în conflict deschis cu autoritățile comuniste. Astfel, în cadrul congresului cultelor (convocat în palatul Parlamentului și prezidat de prim-ministrul Petru Groza)  în care liderii diverselor denominații creștine se arătau dispuși să susțină Partidul Comunist, Wurmbrand a fost vocea singulară care a protestat împotriva îngenuncherii cultelor în fața unui guvern totalitar, spălând în, acest fel, „rușinea de pe obrazul lui Christos”, cu riscul propriei vieți.
Wurmbrand este urmărit de autoritățile comuniste atee instalate la putere, datorită activităților sale religioase. În 29 februarie 1948, zi de duminică, este arestat, în București, în timp ce se îndrepta spre biserica pe care o păstorea pentru slujba de dimineață. La scurtă vreme, în celula sa este închis și liderul comunist Lucrețiu Pătrășcanu. Urmează ani de temniță grea, în care Richard Wurmbrand este închis singur în celule subterane obscure, torturat bestial sau purtat prin diverse închisori: Rahova, Jilava, Târgu Ocna etc. În perioada de izolare totală, alcătuiește serii de predici ținute în fața unui public imaginar, pentru a-și proteja mintea. După terminarea regimului de izolare totală, care a durat trei ani, împarte mai multe celule cu intelectuali, prelați de diverse confesiuni, dar și cu oameni simpli. Îi cunoaște atunci pe: Nicolae Steinhardt, Ion Ioanid, Ioan Ianolide, dr. Aristide Lefa, Tertulian Langa, pastorul Ferenc Visky și Valeriu Gafencu.

### Eliberarea și emigrarea în Statele Unite
După paisprezece ani de detenție (executați între 1948-1956 și, respectiv,1959-1964) este eliberat, iar în 1965 părăsește țara împreună cu familia, fiind răscumpărat de o organizație creștină norvegiană, cu 10.000$. În 1966, se stabilește în Statele Unite, unde înființează misiunea creștină Vocea martirilor, organizație care luptă împotriva persecuțiilor îndreptate asupra creștinilor de pe toate continentele.
Ajunge în atenția Comisiei pentru Securitate Interioară a Senatului american, unde face cunoscute atrocitățile la care sunt supuși creștinii din țările comuniste. Privit cu îndoială de senatori, Wurmbrand se vede obligat să apeleze la argumentul cel mai puternic și anume: cicatricile de pe trupul său. În consecință, pastorul Wurmbrand își îndepărtează cămașa lăsând să se vadă optsprezece răni produse de tortură.

### Perioada post-decembristă
După Revoluția din 22 decembrie 1989, Wurmbrand se întoarce în vizită, în România, unde depune flori la mormintele torționarilor săi.
Wurmbrand a murit în Torrance, California, în februarie 2001.

## Scrieri
Wurmbrand nu era un teolog de profesie, dar cărțile sale constituie veritabile mărturii nu doar ale atrocităților comunismului, cât mai ales mărturii ale Bisericii Creștine din primele decenii după instalarea comunismului în răsăritul Europei. În același timp, volumele sale constituie o literatură devoțională și sunt traduse în toate limbile de circulație internațională.
Cu Dumnezeu în subterană este istoria anilor petrecuți în închisorile comuniste. Alături de Noblețea suferinței, scrisă de Sabina Wurmbrand, volumul este o veritabilă profesiune de credință a creștinului trecut prin încercarea închisorii.
În această perioadă, Wurmbrand compune câteva serii de predici, pe care le învață pe de rost și pe care le expune în două volume – Dacă zidurile ar putea vorbi și Predici din celula singuratică, la care se adaugă volumul 100 de meditații din închisoare.
Volumul Christos pe ulița evreiască cuprinde mărturii de viață ale pastorului Wurmbrand trăite printre evreii din România, de la convertirea sa în perioada premergătoare războiului până la anii de închisoare.
Ca răspuns pentru Manualul ateului, Wurmbrand redactează Umpleți vidul!, volum suscitat de intoxicarea prin propaganda comunistă. În același ton este scris volumul Dovezi ale existenței lui Dumnezeu, pe care îl publică sub pseudonimul Nicolai Ionescu.

## Film
În 2018 a fost turnat filmul „Torturat pentru Hristos / Tortured for Christ”, regizat de John Grooters după cartea lui Richard Wurmbrand și produs integral în România.